# Dave Keon
Dave Michael Keon (Rouyn-Noranda, Quebec, 22 maart 1940) is een ijshockeyspeler uit de NHL die inmiddels zijn carrière heeft beëindigd. Hij speelde in de NHL van 1960 tot 1982, waaronder 15 seizoenen met de Toronto Maple Leafs, en kwam in de Hockey Hall of Fame in 1986.